# Трактовский
Трактовский — посёлок в Сысертском районе Свердловской области России. Входит в Сысертский муниципальный округ.

## География
Посёлок Трактовский расположен в лесной местности, к юго-востоку от Екатеринбурга, у Старого Челябинского тракта. Посёлок находится в 11 километрах к юго-востоку от города Сысерти (по шоссе 12 в километрах). В полутора километрах к западу от посёлка Трактовского проходит Челябинский тракт.
Современная граница посёлка была установлена 25 октября 2007 года.

## Население
| 2002 | 2010 | 2021 |
| ---- | ---- | ---- |
| 28   | ↘20  | ↗26  |